# 양-밀스 이론
양-밀스 이론(영어: Yang–Mills theory)은 리 군 SU(n)을 기반으로 하는 게이지 이론이다. 표준 모형은 부분적으로 SU(3)과 SU(2)의 양-밀스 이론을 바탕으로 하고 있다.

## 역사
양-밀스 이론은 1954년에 중국의 양전닝과 미국의 로버트 밀스(Robert L. Mills)가 도입하였다. 역사적으로, 이는 최초의 비가환 게이지 이론이자 역사적으로 (전자기학 다음으로) 두 번째의 게이지 이론이었다. 양전닝과 밀스는 양자전기역학을 일반화하려고 시도하여, 양자전기역학이 바탕을 둔 U(1) 군을 SU(n)으로 치환하였다. 양전닝과 밀스는 이를 강한 상호작용의 아이소스핀을 설명하려고 도입하였으나, 이는 실험과 맞지 않았다. 양-밀스 이론은 이러한 결함 때문에 잊혀지고 있다가, 1960년에 자발 대칭 깨짐의 발견으로, 이러한 문제를 없앨수 있다는 사실이 밝혀졌고, 곧 강한 상호작용의 색전하와 약한 상호작용의 설명에 도입돼, 표준 모형의 일부를 이루게 되었다.

## 정의
양-밀스 이론의 게이지 장의 라그랑지언은 다음과 같다.
{\displaystyle {\mathcal {L}}=-{\frac {1}{4}}\operatorname {Tr} (F^{2})=-{\frac {1}{4}}F^{\mu \nu a}F_{\mu \nu }^{a}}
다른 입자에는 다음과 같은 공변미분을 정의하여 최소결합(minimal coupling)시킨다.
{\displaystyle \ D_{\mu }=\partial _{\mu }-igT^{a}A_{\mu }^{a}}
라그랑지안으로부터 고전적인 장방정식을 얻는다.
이로써 고전적인 이론을 정의한 다음, 일반적으로 파데예프-포포프 양자화를 사용하여 양자 이론을 정의한다.

## 상
물질을 포함한 게이지 군이 {\displaystyle G}인 양-밀스 이론에서 임의의 방향 {\displaystyle U(1)\subset G}는 다음과 같은 상들을 가진다.:7–9 이들은 퍼텐셜 {\displaystyle V(r)}로 나타낼 수 있다.
- 힉스 상(영어: Higgs phase)에서는 {\displaystyle V(r)\sim r^{0}}이다. 이는 상호작용이 힉스 메커니즘 등을 통해 자발 대칭 깨짐을 겪는 경우다. 이 경우, 낮은 에너지에서는 이 상호작용을 관찰할 수 없다. 표준 모형의 약한 상호작용이 이에 해당한다.
- 윌슨 상(영어: Wilson phase) 또는 가둠 상(영어: confining phase)에서는 {\displaystyle V\sim r}이다. 이 경우는 U(1)이 단순리 군 {\displaystyle U(1)\subset G_{c}}에 속하고, 낮은 에너지에서 관측되는 입자들은 {\displaystyle G_{c}}에 대하여 대전되지 않는 일중항(singlet)들이다. 표준 모형의 강한 상호작용이 이에 해당한다.

전기-자기 이중성은 힉스 상과 윌슨 상을 관계짓는다. 즉, 전기 홀극이 진공 기댓값을 가지면 힉스 상이 되고, 반대로 자기 홀극이 진공 기댓값을 가지면 윌슨 상이 된다.
- 쿨롱 상(영어: Coulomb phase)에서는 {\displaystyle V(r)\sim r^{-1}} (쿨롱 법칙)이다. 예를 들어, 게이지 군이 아벨 군으로 대칭 깨짐을 겪는 경우, 깨지지 않은 방향들은 이러한 상에 있게 된다. 또한, 비아벨 게이지 이론에서도 충분한 수의 페르미온이 있다면 점근 자유성이 사라지고, 쿨롱 상이 있게 된다. 표준 모형의 전자기 상호작용이 이에 해당한다.
- 자유 전기 상(自由電氣相, 영어: free electric phase)에서는 {\displaystyle V(r)\sim 1/(r\ln r)}이다. 이는 아벨 게이지 이론에서, 무질량 대전 입자가 존재하는 경우이다. 이 경우 재규격화군 흐름에 의하여 결합 상수가 {\displaystyle \alpha \sim 1/\ln r}로, 낮은 에너지 (긴 거리)에서 약해진다. 이는 쌍생성을 통한 진공 편극(vacuum polarization)에 의한 가리움 효과(shielding effect)이다.
- 자유 자기 상(自由磁氣相, 영어: free magnetic phase)에서는 {\displaystyle V(r)\sim (\ln r)/r}이다. 이는 아벨 게이지 이론에서 무질량 자기 홀극이 존재하는 경우이다. 이 경우 자기 결합 상수가 {\displaystyle \alpha ^{-1}\sim 1/\ln r}이 되므로, 두 전기 홀극 사이의 퍼텐셜은 그 역으로, 먼 거리에서 쿨롱 상보다 더 강하게 된다. 이는 자기 홀극의 쌍생성에 의한 것이다.

이들 상들은 윌슨 고리를 질서 변수(order parameter)로 갖는다. 마찬가지로, 이에 대응하는 엇호프트 고리(영어: ’t Hooft loop)는 혼돈 변수(disorder parameter)이다. 자이베르그 이중성에 따라, 힉스 상은 윌슨 상으로, 자유 전기 상은 자유 자기 상으로 대응된다. 쿨롱 상은 자이베르그 이중성에 대해 불변이다.
| 상           | 전기 퍼텐셜 {\displaystyle V(R)} | 자기 퍼텐셜 {\displaystyle V_{M}(R)} | 윌슨 고리 {\displaystyle \ln \langle W(\gamma )\rangle } | 엇호프트 고리 {\displaystyle \ln \langle W_{t}(\gamma )\rangle } |
| ------------ | -------------------------------- | ------------------------------------ | -------------------------------------------------------- | ---------------------------------------------------------------- |
| 쿨롱 상      | {\displaystyle 1/R}              | {\displaystyle 1/R}                  |                                                          |                                                                  |
| 자유 전기 상 | {\displaystyle 1/(R\ln R)}       | {\displaystyle (\ln R)/R}            |                                                          |                                                                  |
| 자유 자기 상 | {\displaystyle (\ln R)/R}        | {\displaystyle 1/(R\ln R)}           |                                                          |                                                                  |
| 가둠 상      | {\displaystyle R}                | (상수)                               | 넓이 법칙                                                | 둘레 법칙                                                        |
| 힉스 상      | (상수)                           | {\displaystyle R}                    | 둘레 법칙                                                | 넓이 법칙                                                        |

## 같이 보기
- 양-밀스 질량 간극 가설
- 양자 색역학
- 양자 전기역학
- 표준 모형
- 게이지 이론